# هنريك فيغ
هنريك فيغ (بالدنماركية: Henrik Fig)‏ هو لاعب كرة قدم دنماركي في مركز الوسط، ولد في 9 مارس 1972 في الدنمارك في مملكة الدنمارك. لعب مع نادي فايله.

## وصلات خارجية
- هنريك فيغ على موقع قاعدة بيانات كرة القدم.إي يو (الإنجليزية)
- هنريك فيغ على موقع عالم كرة القدم.نت (الإنجليزية)